# The Man from Utopia
The Man from Utopia je studiové album amerického rockového kytaristy a zpěváka Franka Zappy, vydané v roce 1983 u Barking Pumpkin Records. Album si produkoval sám Zappa.

## Seznam skladeb
Všechny skladby napsal(i) Frank Zappa, pokud není uvedeno jinak. 
| Strana 1 | Strana 1              | Strana 1 | Strana 1 |
| Pořadí   | Název                 | Autor    | Délka    |
| -------- | --------------------- | -------- | -------- |
| 1.       | Cocaine Decisions     |          | 2:56     |
| 2.       | The Dangerous Kitchen |          | 2:51     |
| 3.       | Tink Walks Amok       |          | 3:40     |
| 4.       | The Radio is Broken   |          | 5:52     |
| 5.       | Mōggio                |          | 3:05     |

| Strana 2 | Strana 2                           | Strana 2            | Strana 2 |
| Pořadí   | Název                              | Autor               | Délka    |
| -------- | ---------------------------------- | ------------------- | -------- |
| 1.       | The Man From Utopia Meets Mary Lou | Jessi, Woods, Woods | 3:19     |
| 2.       | Stick Together                     |                     | 3:50     |
| 3.       | SEX                                |                     | 3:00     |
| 4.       | The Jazz Discharge Party Hats      |                     | 4:30     |
| 5.       | We Are Not Alone                   |                     | 3:31     |

## Sestava
- Frank Zappa – kytara, zpěv, bicí automat, ARP 2600
- Steve Vai – kytara
- Ray White – kytara, zpěv
- Roy Estrada – zpěv
- Bob Harris – zpěv
- Ike Willis – zpěv
- Bobby Martin – klávesy, saxofon, zpěv
- Tommy Mars – klávesy
- Arthur Barrow – klávesy, baskytara, kytara
- Ed Mann – perkuse
- Scott Thunes – baskytara
- Chad Wackerman – bicí
- Vinnie Colaiuta – bicí
- Craig Twister Steward – harmonika
- Dick Fegy – mandolína
- Marty Krystall – saxofon